# Samara, Bilopillea
Samara (în ucraineană Самара) este un sat în așezarea urbană Jovtneve din raionul Bilopillea, regiunea Sumî, Ucraina.

## Demografie
Componența lingvistică a localității Samara
     Ucraineană (98,33%)
     Rusă (1,67%)
Conform recensământului din 2001, majoritatea populației localității Samara era vorbitoare de ucraineană (98,33%), existând în minoritate și vorbitori de rusă (1,67%).